# Amanda Sandrelli

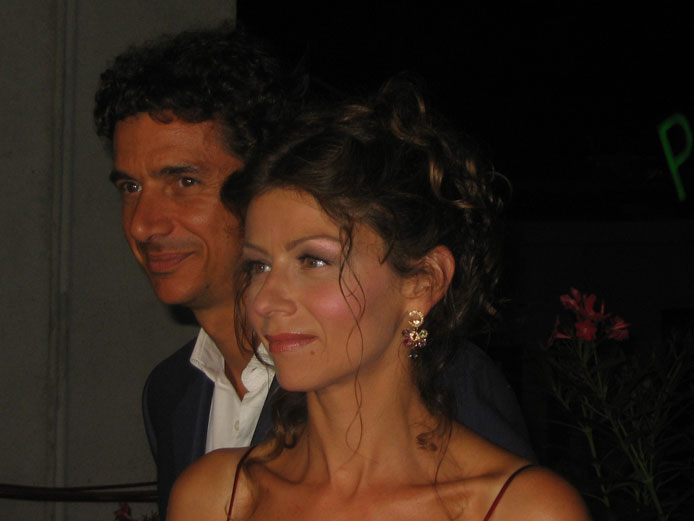
Amanda Sandrelli am 27. August 2006

Amanda Angelica Sandrelli Paoli (* 31. Oktober 1964 in Lausanne, Schweiz) ist eine italienische Schauspielerin und Regisseurin.

## Biografie

### Familie
Amanda Sandrelli ist die Tochter des italienischen Sängers Gino Paoli und der Schauspielerin Stefania Sandrelli. Sie wuchs in einer Großfamilie auf, zu der auch ihr Halbbruder Vito (* 1973) zählte, der aus einer späteren Beziehung ihrer Mutter mit dem italienischen Unternehmer Nicky Pende entstammt. Ihren Ehemann, der peruanische Wurzeln hat, lernte sie während ihrer Mitwirkung im Theaterstück Né in cielo né in terra kennen. Er war ein Schauspielkollege, der auch in dieser Aufführung ihren Partner verkörperte. Im Juli 1994 heiratete sie in Peru Blas Roca Rey, mit dem sie zwei Söhne hat, Rocco (* 1998) und Francisco (* 2004).

### Karriere
Die Karriere von Amanda Sandrelli begann durch Zufall. Ihre Mutter hatte ihre Freunde Roberto Benigni und Massimo Troisi, beides Regisseure, zum Abendessen zu sich nach Hause eingeladen. Das Ergebnis war, dass sie Amanda für ihren nächsten Film Die Lucky Boys haben wollten. Sie spielte darin die Figur Pia und der Film erreichte 1985 in Italien Kultstatus. In ihrem nächsten Engagement Inzest, ebenfalls 1985, verkörperte sie die Monica und spielte an der Seite ihrer Mutter. In den folgenden Jahren arbeitete Amanda Sandrelli mit verschiedenen Regisseuren zusammen wie Giuseppe Bertolucci in Seltsam, das Leben ... (1987) und Armori in corso (1989), Bruno Bozzetto in Sotto il ristorante cinese (1987) und auch Ugo Tognazzi in Bandellis Alibi (1988). Sie agierte auch an der Seite bekannter Schauspieler wie Max von Sydow in Una vita scellerata (1990) und Christopher Lambert in Nirvana (1997).
Ein seltenes Ereignis stellte ein Duett mit ihrem Vater dar. Beide sangen 1991 die offizielle italienische Version des Soundtracks des Walt-Disney-Films Die Schöne und das Biest.
In den 1990er Jahren pendelte Amanda Sandrelli zwischen Film- und Theaterproduktionen. Ihre bekanntesten Theateraufführungen sind Né in cielo né in terra (1992), Bruciati (1993), La chunga (1994) und Tre sorelle (1995). Im Fernsehen war sie beispielsweise in den Filmen Oscar per due (1998) und Le Madri (1999) sowie in den Fernsehserien Il ricatto 2 (1991), Il sassofono (1991) und Il giudice Mastrangelo (2005–2007) zu sehen. 2007 stand sie in der Fernsehserie Io e mamma nach 23 Jahren wieder zusammen mit ihrer Mutter Stefania vor der Kamera. 2009 übernahm sie die Rolle der Cristina in dem Film Christine Cristina, eine Biografie über die Dichterin Cristina da Pizzano und das Regiedebüt ihrer Mutter.
Amanda Sandrelli gilt als außergewöhnlich flexible Schauspielerin mit einer großen Bandbreite.
Als Regisseurin filmte sie 2004 den Kurzfilm Un amore possibile, in dem ihr Ehemann mitspielte und der in der Kategorie Bester Kurzfilm im selben Jahr für den David di Donatello, den bedeutendsten italienischen Filmpreis, nominiert war. 2007 folgte der Dokumentarfilm Piedi x terra.

### Weitere Aktivitäten
Sie engagiert sich in der Legambiente für Umwelt- und Naturschutz und wie ihre Eltern und ihr Ehemann auch bei Amnesty International.

## Filmografie (Auswahl)
| - 1984: Die Lucky Boys (Non ci resta che piangere) - 1985: Inzest (L’attenzione) - 1985: Investigatori d’Italia (Fernsehserie) - 1986: Das Haus der blauen Schatten (La casa del buon ritorno) - 1987: Seltsam, das Leben ... (Strana la vita) - 1987: Trouble in Paradise (Sotto il ristorante cinese) - 1988: Saremo felici - 1988: Una lepre con la faccia da bambina (Fernsehfilm) - 1988: Bandellis Alibi (I giorni del commissario Ambrosio) - 1989: Quattro piccole donne (Fernsehfilm) - 1989: Amori in corso - 1989: Sieben auf einen Streich - 1990: Una vita scellerata - 1991: Il ricatto 2 (Fernsehserie, Folge 2x01 Bambini nell’ombra) - 1991: Il sassofono (Fernsehfilm) - 1992: Cinecittà... Cinecittà - 1992: Donne sottotetto - 1992: Bony und sein Kommissar (Fernsehserie) - 1993: 80mq – Ottantametriquadri - 1994: Más allá del horizonte (Fernsehserie, Folge 1x01 Más allá del horizonte) - 1994: Dietro la pianura | - 1994: Stefano Quantestorie - 1995: Morte di una strega (Fernsehfilm) - 1995: Olimpo Lupo – Cronista di nera (Fernsehfilm) - 1996: Bruno aspetta in macchina - 1996: Positano (Fernsehvierteiler, alle Folgen) - 1996: Ci vediamo in tribunale (Fernsehfilm) - 1997: Nirvana - 1997: Cinque giorni di tempesta - 1998: Oscar per due (Fernsehfilm) - 1999: Le madri (Fernsehfilm) - 2000: Prima la musica, poi le parole - 2002: Cuccioli (Fernsehsechsteiler, alle Folgen) - 2002: Perlasca: Un eroe italiano (Fernsehfilm) - 2003: Ricordati di me - 2004: Part Time (Fernsehzweiteiler, 2 Folgen) - 2005–2007: Il giudice Mastrangelo (Fernsehserie, 9 Folgen) - 2006: Il vizio dell’amore (Fernsehserie, Folge 1x07 L’altra) - 2006: Mafalda di Savoia – Il coraggio di una principessa (Fernsehzweiteiler, 2 Folgen) - 2007: Io e mamma (Fernsehserie, 6 Folgen) - 2009: Christine Cristina - 2011: Scossa |

## Auszeichnungen
- 1990: Nominierung David di Donatello, Beste Nebendarstellerin (Migliore Attrice Non Protagonista), für Amori in corso
- 1990: Nominierung Nastro d’Argento, Beste Darstellerin (Migliore Attrice Protagonista), für Amori in corso
- 1993: Nominierung Nastro d’Argento, Beste Nebendarstellerin (Migliore Attrice Non Protagonista), für Donne sottotetto
- 1998: Nominierung Nastro d’Argento, Beste Nebendarstellerin (Migliore Attrice Non Protagonista), für Nirvana
- 2004: Nominierung David di Donatello, Bester Kurzfilm (Migliore Cortometraggio), für Un amore possibile